# الدين في بلغاريا
الدين في بلغاريا (مسح 2011)
الدين في بلغاريا (مسح سبتمبر 2019)

تعد كاتدرائية ألكسندر نيفسكي في صوفيا من بين أكبر الكنائس الأرثوذكسية الشرقية في العالم والكنيسة الكاتدرائية للبطريرك البلغاري.

سيطرت المسيحية على الدين في بلغاريا منذ اعتمادها كدين للدولة في عام 865. الشكل السائد للدين هي المسيحية الأرثوذكسية الشرقية ضمن الكنيسة الأرثوذكسية البلغارية. خلال الحكم العثماني للبلقان، انتشر الإسلام السني في أراضي بلغاريا، ولا يزال يشكل اليوم أقلية كبيرة. تعود جذور الكنيسة الكاثوليكية في البلاد إلى العصور الوسطى، ووصلت البروتستانتية في القرن التاسع عشر.
في السنوات الأخيرة، كان هناك انخفاض في الديانتين التاريخيتين في بلغاريا - المسيحية الأرثوذكسية والإسلام - تقلصت المسيحية على التوالي من 86٪ عام 1992 إلى 84٪ عام 2001 وإلى 61٪ عام 2011 والإسلام من 13٪ عام 1992 إلى 12٪ في عام 2001 وإلى 8٪ في عام 2011. في تعداد 2011، أصبح السؤال حول الانتماء الديني اختياريًا، وبالتالي لم يجيب 21.8٪ من إجمالي السكان. حتى تعداد عام 1992، اضطر البلغار إلى الإعلان عن الانتماء الديني التاريخي لوالديهم أو أسلافهم، في حين منذ عام 2001 سمح للناس أن يعلنوا عن الاعتقاد الشخصي في الدين أو عدم الانتماء إلى أي دين (اللادينية أو الإلحاد). بعد نهاية جمهورية بلغاريا الشعبية (1946-1990)، كان إحياء الإسلام أقوى من المسيحية الأرثوذكسية. شهدت الكنيسة البلغارية الأرثوذكسية أكبر تراجع منذ عام 2001 فصاعدًا. تم تقويض مصداقية الكنيسة منذ تسعينيات القرن الماضي من خلال تعاونها مع النظام الشيوعي السابق، تم الكشف عنها بالكامل مع فتح الأرشيفات السرية للدولة في عام 2012، والتي تفيد بأن ثمانين بالمائة من رجال الدين هم أعضاء في الشرطة السرية.
ينص دستور بلغاريا على أن المسيحية الأرثوذكسية هي الديانة «التقليدية» للبلاد، لكنه يضمن حرية ممارسة أي دين. لم تشهد بلغاريا أي مواجهة عرقية أو دينية مهمة، على عكس حالة يوغوسلافيا السابقة في التسعينيات. تتعايش الطوائف الدينية في البلاد بسلام. في الواقع، تشتهر العاصمة صوفيا بما يسمى بالتسامح الديني. تقع كنيسة سانت نديليا وكاتدرائية جوزيف ومسجد بنيا باشي على بعد أمتار من بعضها البعض في وسط المدينة.

## التركيبة السكانية

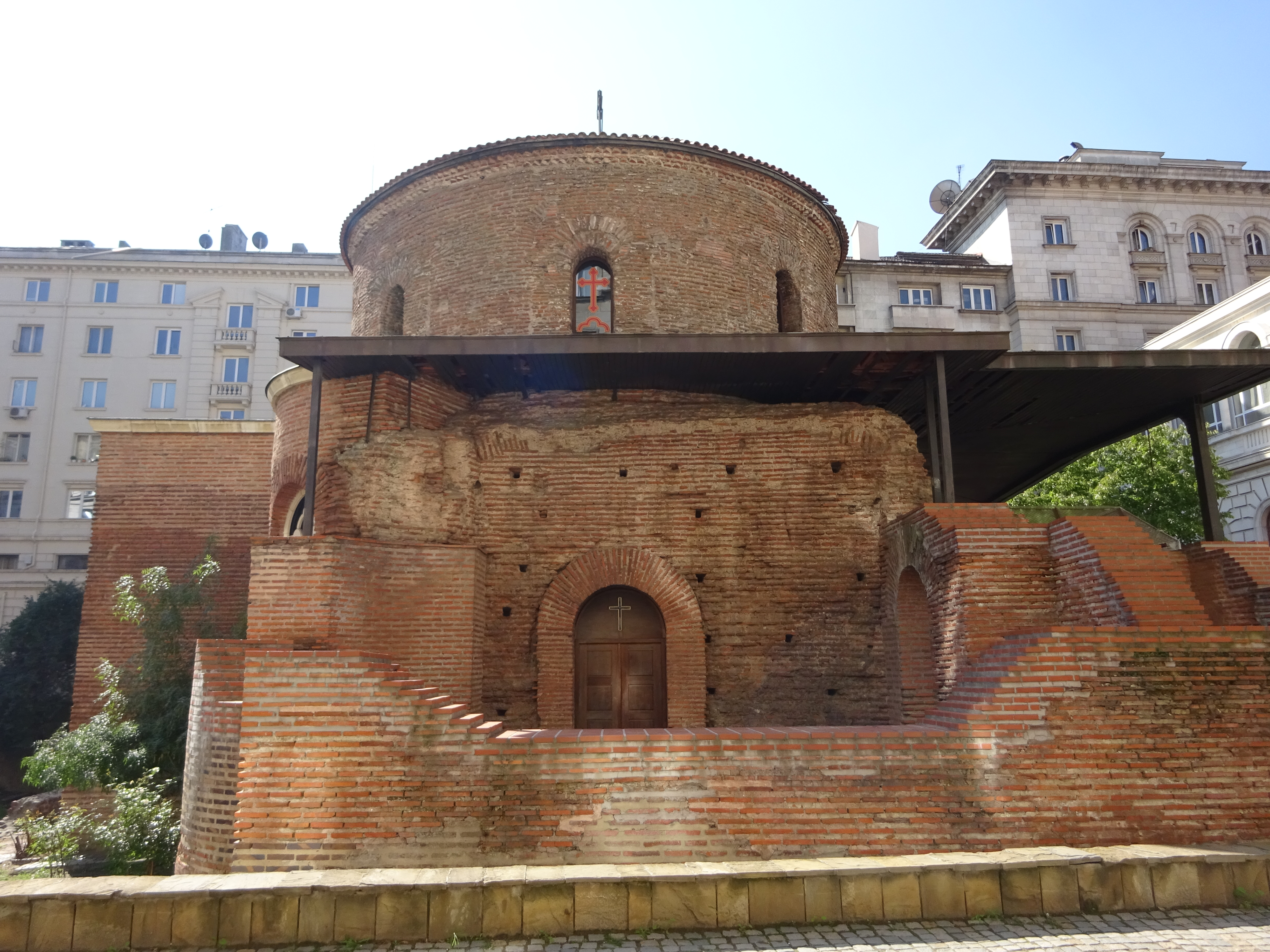
كنيسة القديس جورج في صوفيا وهي أقدم كنيسة في بلغاريا.

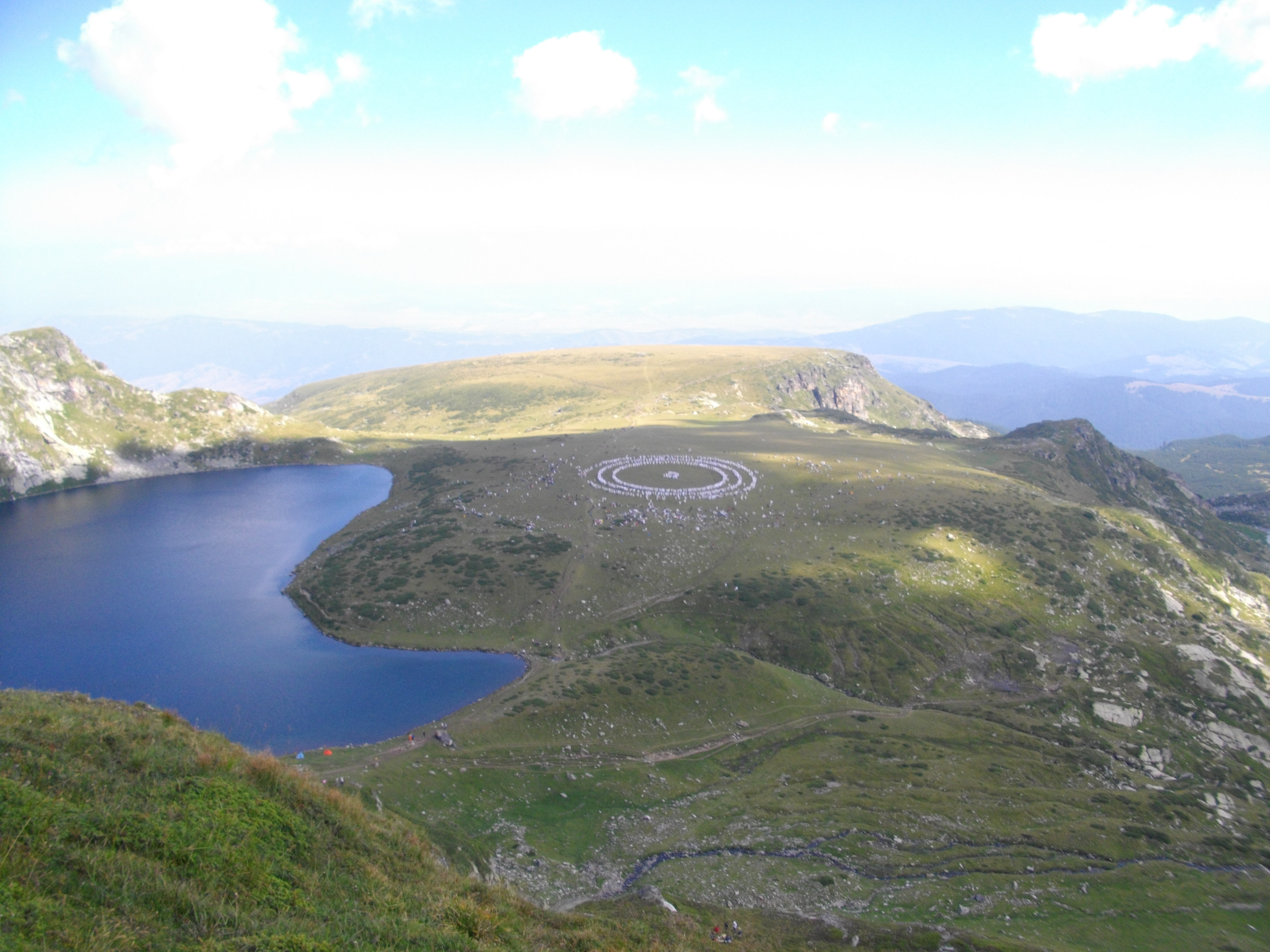
أعضاء جماعة الإخوان البيض العالمية، وهي منظمة دينية سرية / ثيوصوفية تأسست في بلغاريا، تمارس إيقاعًا في بحيرات ريلا السبع.

### بيانات التعدادات
| دين                             | 1992      | 1992  | 2001      | 2001  | 2011      | 2011  |
| دين                             | عدد       | ٪     | عدد       | ٪     | عدد       | ٪     |
| ------------------------------- | --------- | ----- | --------- | ----- | --------- | ----- |
| النصرانية                       | 7,350,016 | 86.6  | 6,638,870 | 83.73 | 4,487,554 | 60.9  |
| - الكنيسة البلغارية الأرثوذكسية | 7,274,479 | 85.71 | 6,552,751 | 82.64 | 4374135   | 59.4  |
| - البروتستانتية                 | 22.067    | 0.26  | 42308     | 0.53  | 64476     | 0.9   |
| - الكنيسة الكاثوليكية           | 53470     | 0.63  | 43811     | 0.55  | 48945     | 0.7   |
| دين الاسلام                     | 1,111,838 | 13.1  | 966978    | 12.2  | 577139    | 7.9   |
| آخر                             | 11882     | 0.14  | 14,937    | 0.19  | 11444     | 0.1   |
| لا دين                          | -         | -     | 308.116   | 3.88  | 682162    | 9.3   |
| لا اجابة                        | -         | -     | -         | -     | 1,606,269 | 21.8  |
| مجموع السكان                    | 8,487,317 | 100.0 | 7,928,901 | 100.0 | 7,364,570 | 100.0 |

#### بيانات تعداد 2011 التفصيلية

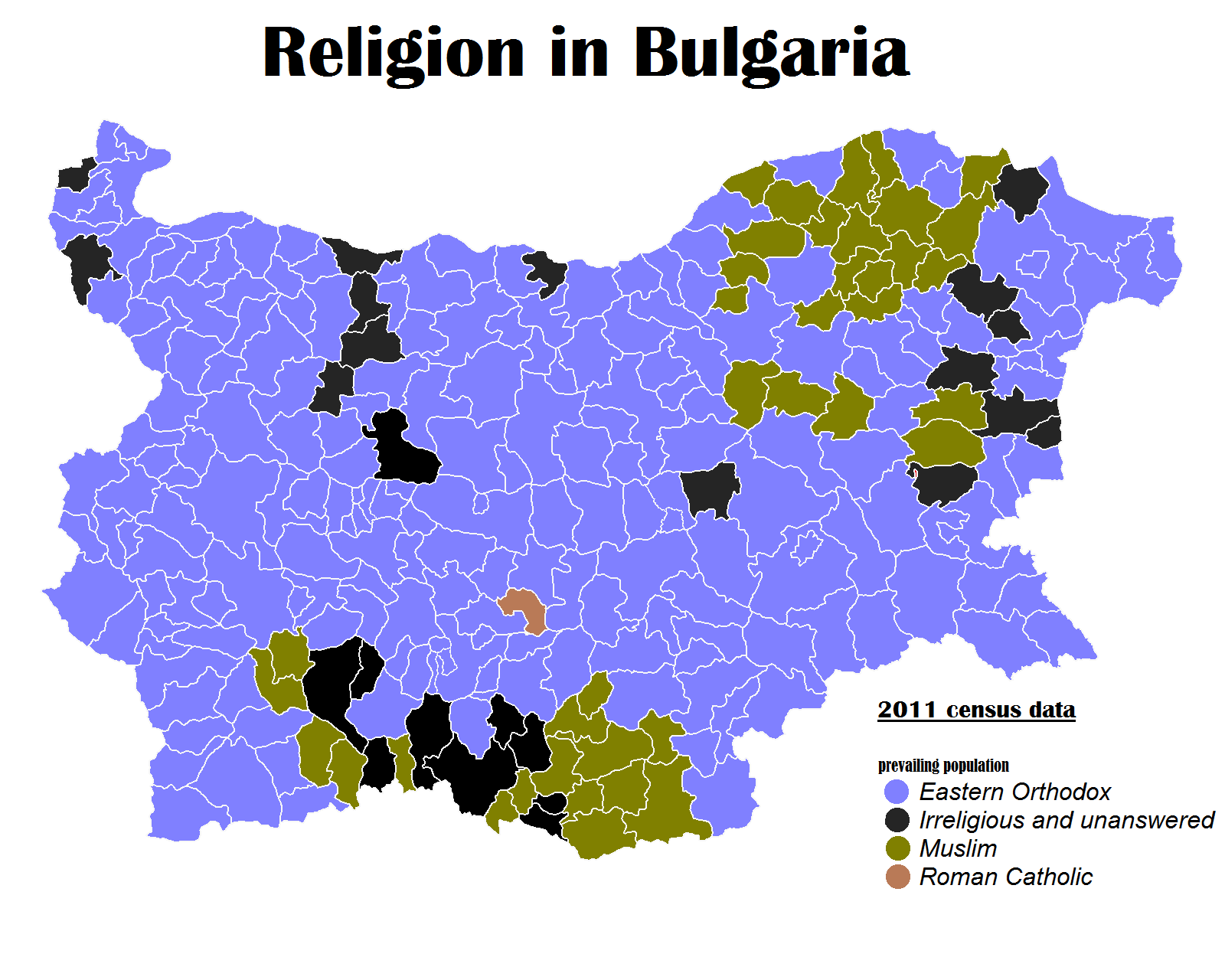
التوزيع الجغرافي للأديان في بلغاريا، تعداد 2011.

فيما يلي نتائج التعداد البلغاري لعام 2011، حيث كانت الإجابة على السؤال اختياريًا:
| مجموعة                        | تعداد السكان | ٪ ممن أجابوا | ٪ من مجموع السكان |
| ----------------------------- | ------------ | ------------ | ----------------- |
| الكنيسة الأرثوذكسية الشرقية   | 4374135      | 76.0٪        | 59.4٪             |
| غير معلن                      | 1,606,269    | -            | 21.8٪             |
| الريانة                       | 682162       | 11.8٪        | 9.3٪              |
| الإسلام السني                 | 546.004      | 9.5٪         | 7.4٪              |
| البروتستانتية                 | 64476        | 1.1٪         | 0.9٪              |
| الكاثوليكية                   | 48945        | 0.8٪         | 0.7٪              |
| الإسلام الشيعي                | 27407        | 0.5٪         | 0.4٪              |
| المسلمون غير المنتسبين        | 3,728        | 0.1٪         | 0.1٪              |
| المسيحية الأرثوذكسية المشرقية | 1,715        | 0.0٪         | 0.0٪              |
| اليهودية                      | 706          | 0.0٪         | 0.0٪              |
| آحرون                         | 9023         | 0.2٪         | 0.1٪              |
| رقم النسبة المئوية            | -            | 5,758,301    | 7,364,570         |

#### الأديان حسب المجموعة العرقية (تعداد 2001)
نتائج الإحصاء البلغاري لعام 2001 حسب المجموعات العرقية:
|                     | مجموع     | مجموع | البلغار | البلغار | أتراك   | أتراك | روماني  | روماني | آحرون  | آحرون |
| عدد                 | ٪         | عدد   | ٪       | عدد     | ٪       | عدد   | ٪       | عدد    | ٪      |       |
| ------------------- | --------- | ----- | ------- | ------- | ------- | ----- | ------- | ------ | ------ | ----- |
| الأرثوذكسية         | 6,552,751 | 82.6  | 6315938 | 94.9    | 5425    | 0.7   | 180326  | 48.6   | 51.062 |       |
| دين الاسلام         | 966978    | 12.2  | 131.531 | 2.0     | 713.024 | 95.5  | 103,436 | 27.9   | 18987  |       |
| لا أحد              | 308116    | 3.9   | 151.008 | 2.3     | 23146   | 3.1   | 59669   | 16.1   |        |       |
| الكنيسة الكاثوليكية | 43811     | 0.6   | 37811   | 0.6     | 2561    | 0.3   |         |        |        |       |
| البروتستانتية       | 42308     | 0.5   | 14.591  | 0.2     | 2066    | 0.3   | 24651   | 6.6    | 1,000  |       |
| آحرون               | 14,937    | 0.2   | 4331    | 0.1     | 442     | 0.1   |         |        |        |       |
| مجموع السكان        | 7,928,901 | 100.0 | 6655210 | 100.0   | 746664  | 100.0 | 370908  | 100.0  |        | 100.0 |

## الجماعات الدينية ومواقف الحياة

### المسيحية

#### المسيحية الأرثوذكسية الشرقية
الديانة السائدة في بلغاريا إلى حد بعيد هي المسيحية الأرثوذكسية الشرقية، التي تعتنقها المجموعة العرقية السائدة وهي البلغار، الذين ينتمون إلى الكنيسة الأرثوذكسية البلغارية. ما يقرب من 60٪ من البلغار ينتمون إلى الكنيسة اعتباراً من من عام 2011.

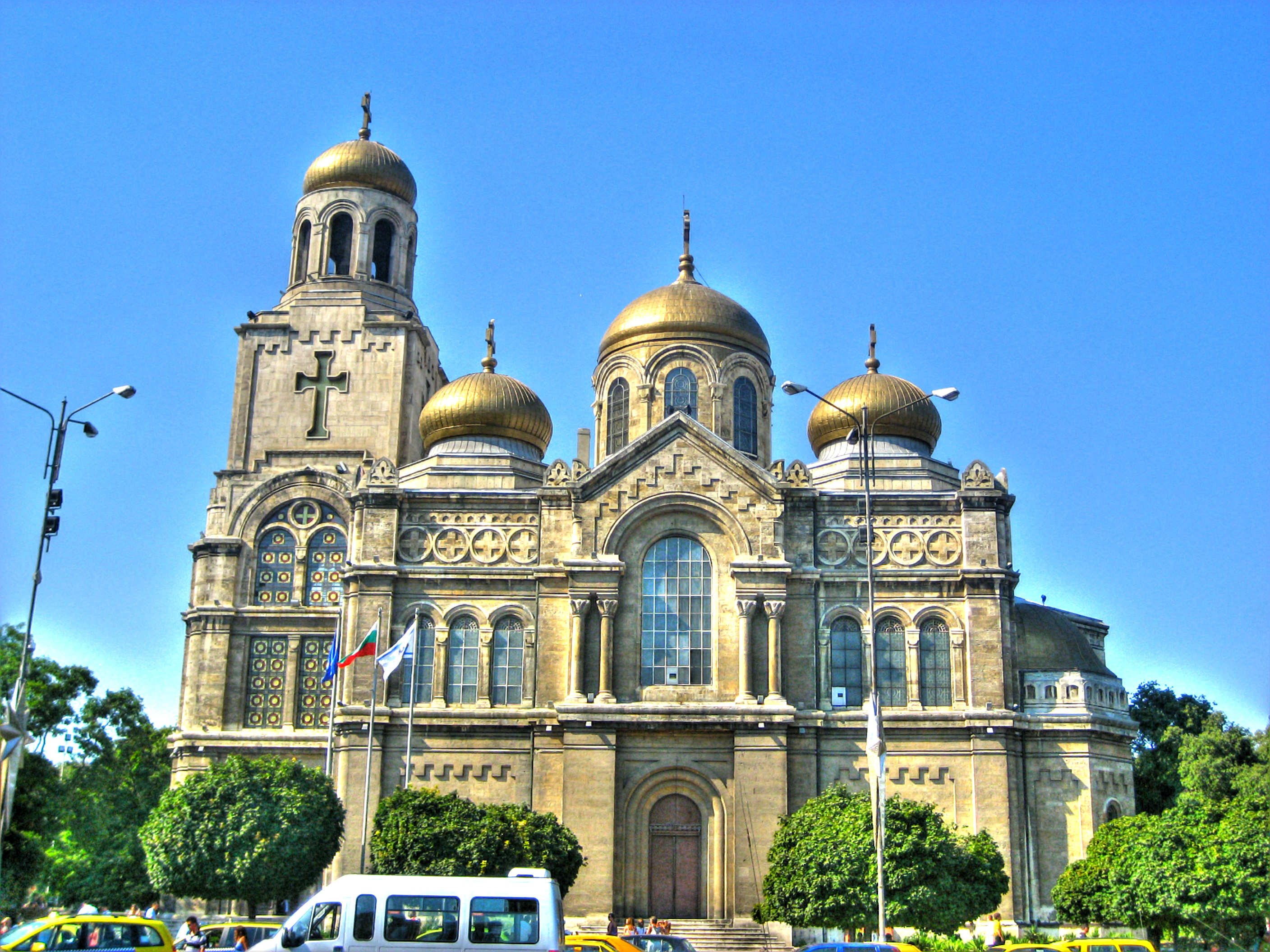
كاتدرائية دورميتيون والدة الإله في فارنا.

تأسست المسيحية أثناء الإمبراطورية البلغارية الأولى تحت حكم بوريس الأول في منتصف القرن التاسع، على الرغم من أن جذورها في البلقان تعود إلى القرن الأول ومهمة الرسول بولس. أدى صعود الإمبراطورية البلغارية إلى جعل الكنيسة البلغارية الأرثوذكسية ذاتية الحكم عام 919، لتصبح أول بطريركية جديدة تنضم إلى البنتاركية الأولية. الكنيسة البلغارية الأرثوذكسية هي الأقدم بين الكنائس الأرثوذكسية السلافية وقد أثرت بشكل كبير على بقية العالم الأرثوذكسي السلافي من خلال نشاطها الأدبي والثقافي الغني في العصور الوسطى، وكذلك من خلال اختراع الكتابة السيريلية في بلغاريا.

#### الكنيسة الكاثوليكية
تعود جذور الكاثوليكية في بلغاريا إلى العصور الوسطى. تم نشره بين البلغار من قبل عمال مناجم خام الساكسوني البلغار في شمال غرب بلغاريا (حول تشيبروفتسي) ومن قبل المبشرين بين طائفتي بوليسيان وبوجوميل، وكذلك من قبل تجار راغوسان في المدن الكبرى. بلغ العدد الإجمالي للكاثوليك في البلاد 0.8٪ من السكان في عام 2011.
يعيش اليوم الجزء الأكبر من السكان الكاثوليك في بلغاريا في مقاطعة بلوفديف، المتمركزة في راكوفسكي، وكذلك في بعض القرى في شمال بلغاريا. البانات البلغار هم أقلية بلغارية في رومانيا وصربيا ملتزمة بالكاثوليكية. إلى جانب البلغار، يوجد أيضًا العديد من الأجانب بين الكاثوليك.
تأسست الكنيسة البلغارية اليونانية الكاثوليكية، وهي كنيسة ذات طقوس بيزنطية متحدة مع روما، في القرن التاسع عشر كجزء من نضال الكنيسة البلغارية من أجل مواجهة نفوذ بطريرك القسطنطينية، ويبلغ عدد أعضائها اليوم حوالي 10000 عضو.

#### البروتستانتية

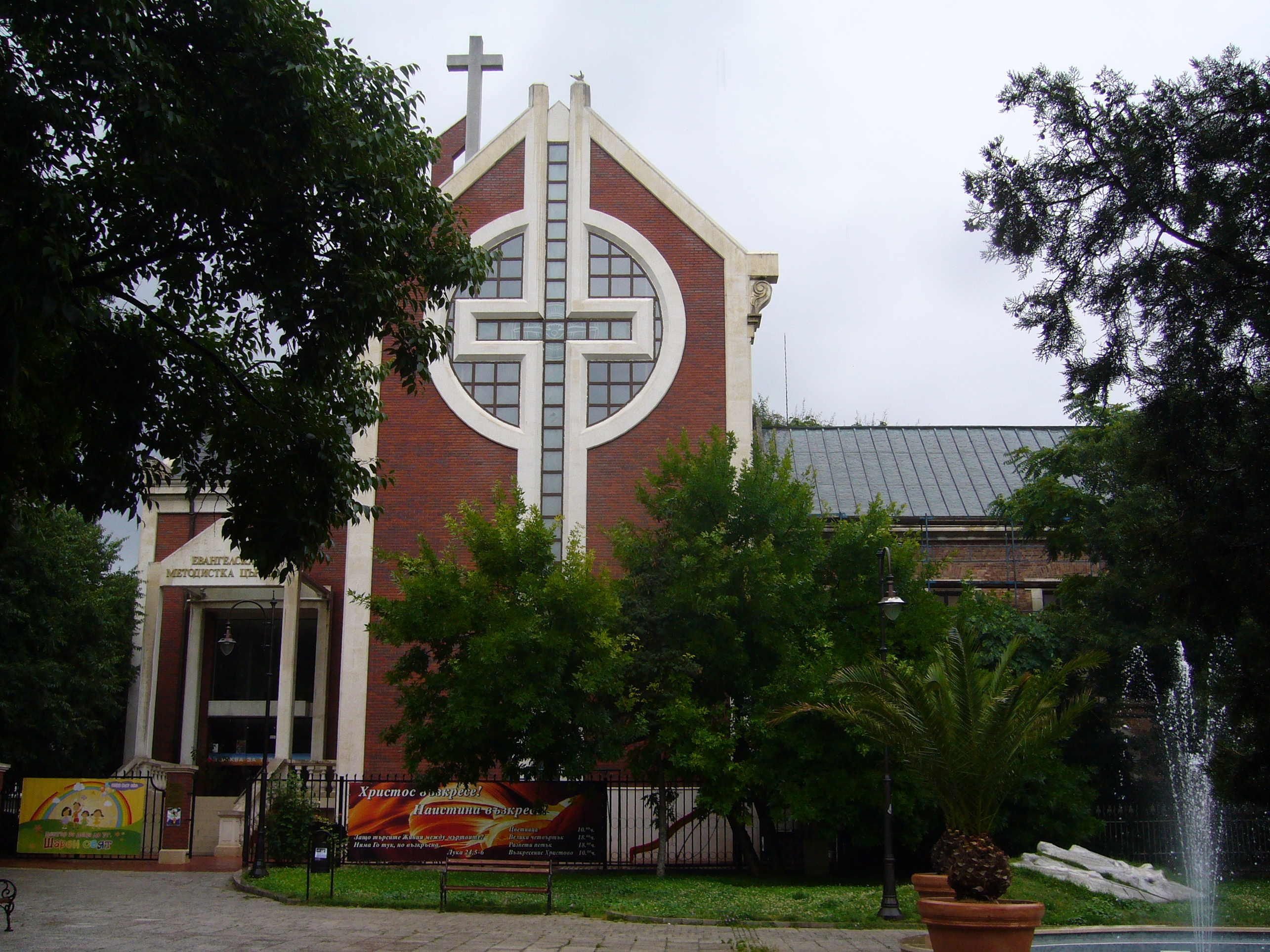
الكنيسة الميثودية الإنجيلية في فارنا.

وصلت البروتستانتية بأشكالها المختلفة في القرن التاسع عشر بسبب المبشرين، ومعظمهم من الولايات المتحدة. اليوم هي عقيدة سريعة النمو، حيث تضاعفت العضوية ثلاث مرات من عام 1992 إلى عام 2011. شكلوا 0.9٪ من إجمالي السكان في عام 2011. نصف البروتستانت في بلغاريا هم من الروما المتحولين حديثًا، بينما النصف الآخر في الغالب من البلغار. إن اتحاد الكنائس الإنجيلية التبشيرية في بلغاريا هي ثمرة المبشرين الأمريكيين في القرن التاسع عشر.

#### المسيحية الرسولية الأرمنية
ينتمي غالبية الأرمن في بلغاريا إلى الكنيسة الأرمنية الرسولية، التي يوجد بها أبرشية في البلاد ومقرها صوفيا. يعيش معظم الرسوليين الأرمن في بلوفديف أو صوفيا أو فارنا أو بورغاس.

### الإلحاد: الإلحاد واللاأدرية
وفقًا لتعداد 2011، لم يرد 21.8٪ من البلغار على السؤال المتعلق بالدين، بينما أعلن 9.3٪ آخرون موقفًا قويًا من اللاديني (الإلحاد، اللاأدرية).

### الإسلام

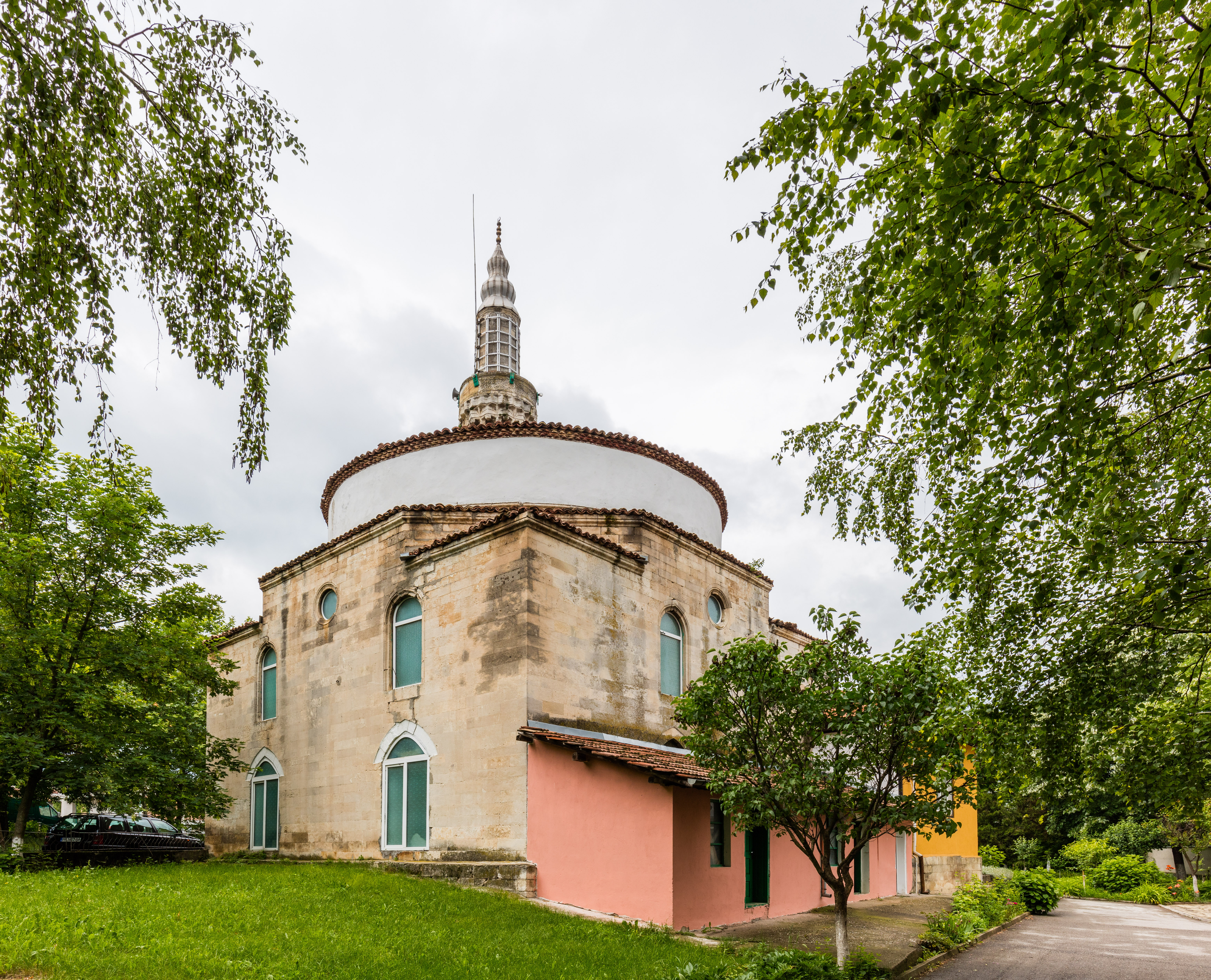
مسجد أحمد باي في رازغراد.

الإسلام هو ثاني أكبر ديانة في بلغاريا، حيث يمثل حوالي 8٪ من السكان عام 2011. تدين به الأقلية التركية والبلغار المسلمون (البوماك) وبعض الغجر. يتركز الاثنان السابقان في جبال رودوبي، وهي كتلة صخرية في جنوب بلغاريا، ولكنهما موجودتان في أجزاء أخرى من البلاد، على سبيل المثال الأتراك في منطقة لودوغوري والبوماك في رودوبي وبعض القرى في شمال بلغاريا. اليوم، يشكل المسلمون الأغلبية في مقاطعة كارجالي ومقاطعة رازغراد (معظمهم من الأتراك) ومقاطعة سموليان (معظمهم من البلغار).
وصل الإسلام مع الفتح التركي العثماني للبلقان في القرنين الرابع عشر والخامس عشر. استقر الأعيان الأتراك في المدن الكبرى (بلوفديف، صوفيا، فارنا، إلخ)، بينما وصل الفلاحون من الأناضول إلى لودوجوري والرودوبي. اعتنق العديد من المسيحيين الأرثوذكس والبوليسيان الإسلام، غالبًا بسبب خصائص نظام الملل العثماني، ولكن في بعض الأحيان بالقوة. بعد تحرير بلغاريا عام 1878 ذُبِح العديد من المسلمين وتم ترحيلهم بالقوة إلى الأراضي العثمانية المتبقية.

### اليهودية

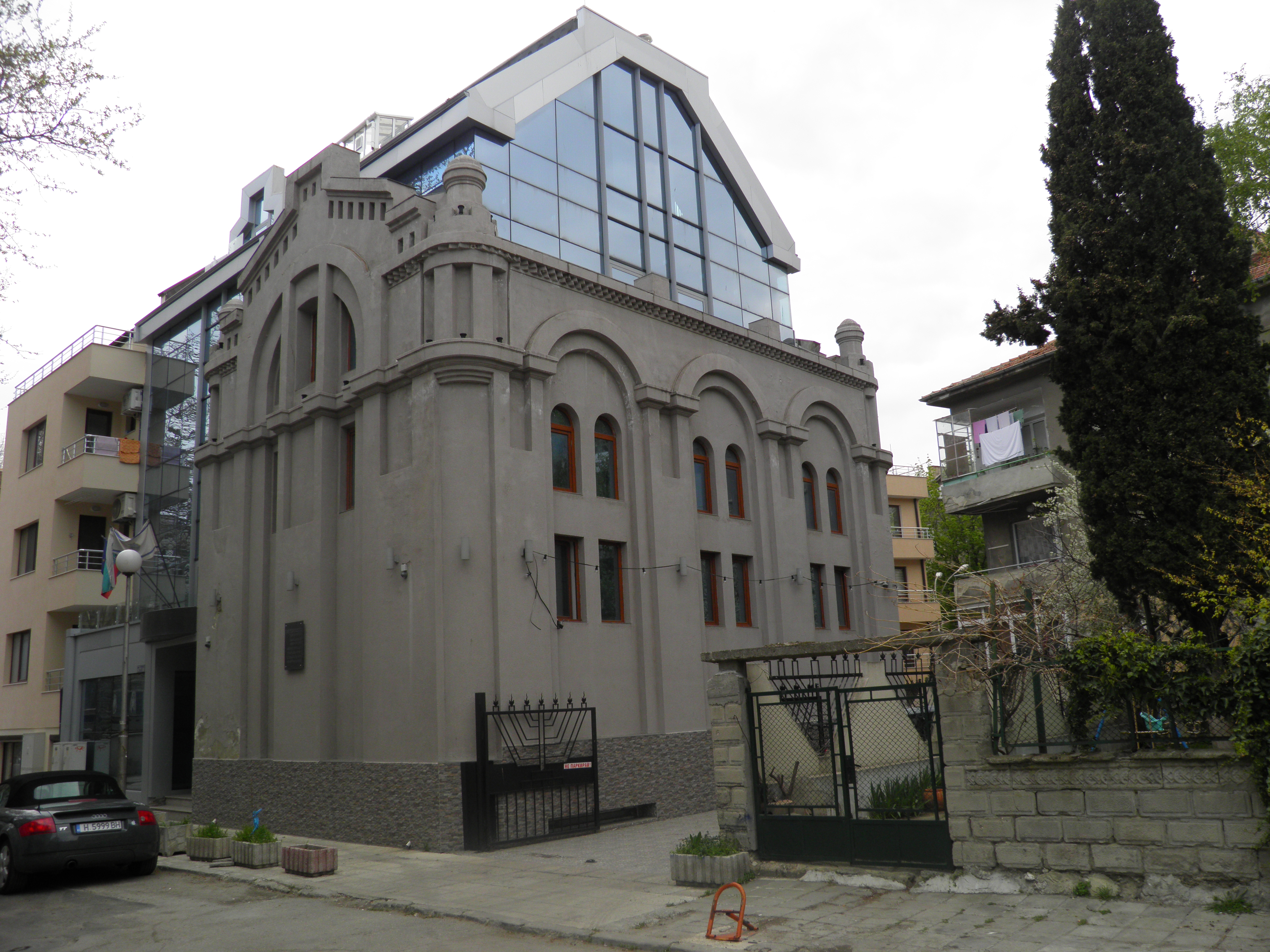
كنيس أشكنازي في فارنا.

على الرغم من انخفاض عدد السكان اليهود في بلغاريا اليوم، فقد مارسوا تأثير ثقافي كبير على البلاد في الماضي ولا يزالون مهمين اليوم. يتركز اليهود في بلغاريا في المدن الكبرى، ومعظمهم في العاصمة صوفيا.